# Omuthiyagwiipundi
Omuthiyagwiipundi (parfois appelé « Omuthiya ») est une ville de Namibie, chef-lieu de la région d'Oshikoto, dans le nord du pays.
Elle est peuplée d'environ 5 000 habitants.
Le parc national d'Etosha se situe à une dizaine de kilomètres.